# اتین جولز رامی

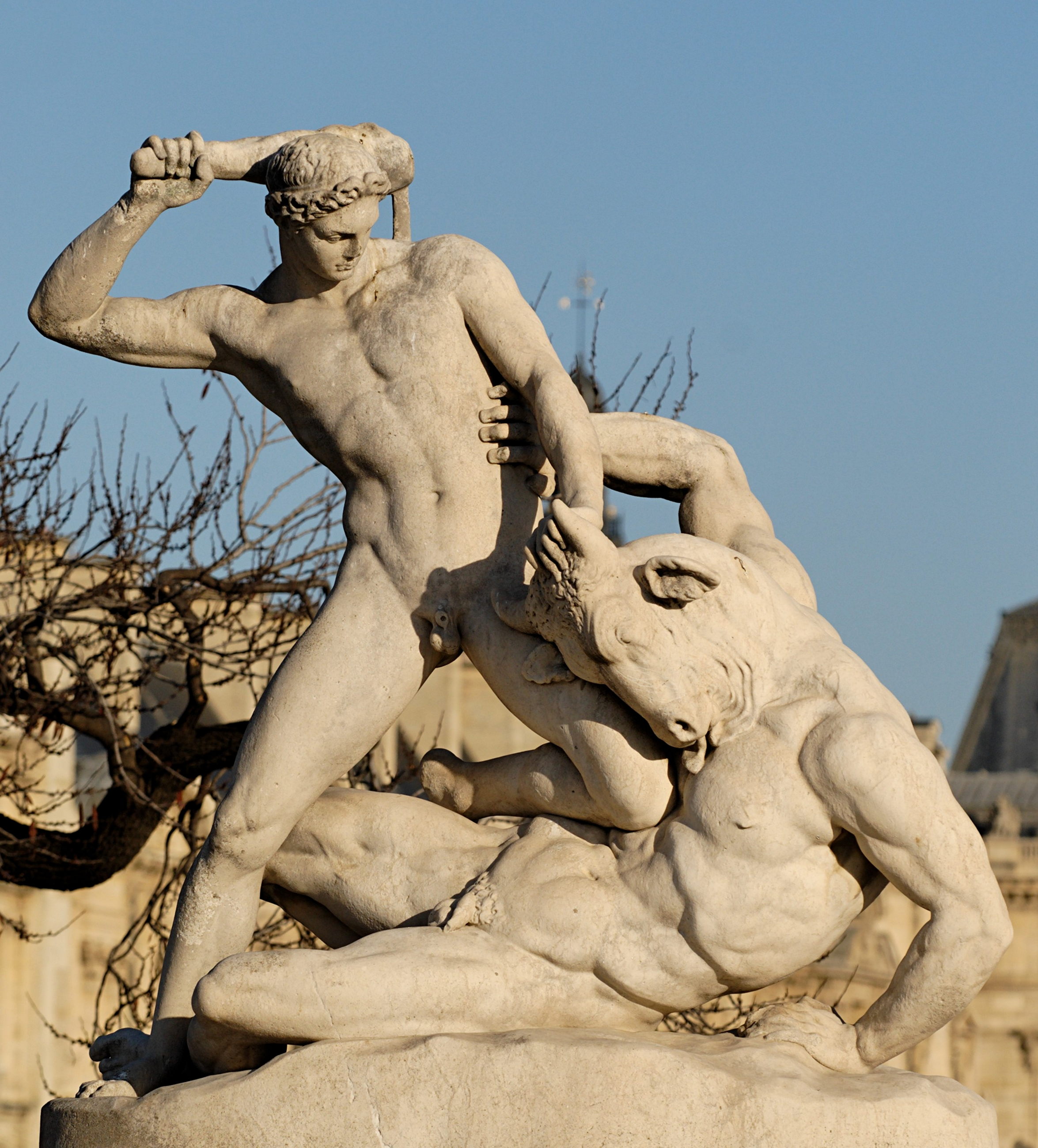
پیکرهٔ تسئوس و میونتور توسط جولز رمی در ۱۸۲۶ در پاریس.

اتین جولز رامی (به فرانسوی: Étienne-Jules Ramey) (زادهٔ ۲۴ مارس ۱۷۹۶ - درگذشتهٔ اکتبر سال ۱۸۵۲) یک مجسمه‌ساز اهل فرانسه است.

## آثار برگزیده
- Thésée combattant le Minotaure (1826), limestone group, Jardin des Tuileries, Paris
- Saint Luc, limestone Paris, peristyle of the rear façade of the Église de la Madeleine
- Saint Pierre and Saint Paul, limestone, Paris, Église Saint-Vincent-de-Paul, place Franz-Liszt